# Marc Vanacker
Pour les articles homonymes, voir Vanacker.
Marc Vanacker, né le 29 mars 1976, à Cents, est un coureur cycliste luxembourgeois

## Palmarès
- 1998
  - Circuit Rance Émeraude
- 1999
  - 2e de Redon-Redon
- 2000
  - Prix d'Armor
  - Grand Prix de la Tomate
  - 2e de Manche-Atlantique
- 2001
  -  Champion du Luxembourg du contre-la-montre
  -  Médaillé d'argent de la course en ligne des Jeux des petits États d'Europe
  -  Médaillé de bronze du contre-la-montre des Jeux des petits États d'Europe
- 2002
  - 3e du championnat du Luxembourg du contre-la-montre
- 2003
  - 2e du Grand Prix François-Faber
  - 2e du championnat du Luxembourg sur route
  - 3e du championnat du Luxembourg du contre-la-montre